# Leopard, Bely Mishka y Zaika
Leopard, Bely Mishka y Zaika (Леопард, Белый медведь и Зайка) son las mascotas oficiales de los Juegos Olímpicos de Sochi 2014.
Leopard (21 de febrero de 1996), es un alpinista que vive en las ramas más altas de un árbol enorme, en el pico más alto de las montañas nevadas del Cáucaso. Él siempre está dispuesto a ayudar a los necesitados, y en varias ocasiones ha rescatado a los pueblos cercanos de mighty de las avalanchas. Él también es un snowboarder experimentado y ha enseñado a todos sus amigos y vecinos a hacer snowboard también. Él es un personaje alegre que disfruta de la compañía de los demás y le gusta ir a bailar.
Más allá del círculo polar ártico en un estante de hielo allí vive un oso polar. En su casa, todo está hecho de hielo y la nieve: la ducha de nieve, su cama, su equipo e incluso su equipo de levantamiento de pesas.
Bely Mishka (7 de enero de 1995) fue criado por los exploradores del Ártico desde una edad muy temprana. Fueron ellos los que le enseñaron esquí, patinaje de velocidad y curling. Pero, sobre todo, el oso polar disfrutado montando trineos deportivas. Se convirtió en un profesional del bobsleigh real, mientras que sus compañeros osos, junto con las focas y lobos marinos, admiran sus logros deportivos. durante estos días se establecen competiciones de bobsleigh grupales y durante las largas noches del Ártico, ¡nunca hay un momento aburrido!
Zaika (25 de diciembre de 1997), es la criatura más activa en el bosque de invierno. Sus amigos siempre se sorprenden: lo qué se encuentra el tiempo para hacer tantas cosas Para el pequeño doe liebre no sólo los estudios en la Academia Forestal (dónde saca excelentes notas) y ayuda a su mamá en el restaurante de la familia, "La Presa Bosque", pero también participa en todo tipo de eventos deportivos. La pequeña cierva liebre confía en sus amigos, tanto que no tiene ningún secreto. Ella simplemente le gusta el deporte con todo su corazón. Y a ella también le gusta cantar y bailar.